# 186 (číslo)
Sto osmdesát šest je přirozené číslo, které následuje po čísle sto osmdesát pět a předchází číslu sto osmdesát sedm. Římskými číslicemi se zapisuje CLXXXVI a řeckými číslicemi ρπϛ.

## Matematika
186 je:
- Abundantní číslo
- Nešťastné číslo
- Nepříznivé číslo
- Součet tří svých dělitelů (31 + 62 + 93)

## Chemie
- 186 je nukleonové číslo druhého nejběžnějšího izotopu wolframu a také druhého nejméně běžného izotopu osmia[1]

## Astronomie
- (186) Celuta je planetka hlavního pásu, kterou objevil v roce 1878 Mathieu-Prosper Henry

## Doprava
- Silnice II/186 je česká silnice II. třídy vedoucí na trase Klatovy – Plánice – Defurovy Lažany[2]

## Roky
- 186
- 186 př. n. l.